# Бад Спенсер
Бад Спенсер (італ. Bud Spencer, ім'я при народженні: Карло Педерсолі італ. Carlo Pedersoli) — актор, сценарист, продюсер, колишній спортсмен, італійський співак та автор пісень. Неодноразовий чемпіон Італії з плавання. Найбільшу популярність здобув у дуеті з актором Теренсом Гіллом. Разом з обидвома акторами було знято 18 фільмів.

## Біографія
Спенсер народився в Санта-Люсії, історичному районі міста Неаполя. Він одружився з Марією Амато в 1960 році, у шлюбі народилося троє дітей: Джузеппе (1961), Христина (1962) і Діаманте (1972). З 1947 по 1949 рік він працював в італійському консульстві в Ресіфі, Бразилія, де він оволодів португальською. Псевдонім взяв собі в 1967 році в честь улюбленого актора Трейсі Спенсера та марки американського пива Budweiser, що йому подобалося. Існують й інші версії вибору імені Бад.

### Спортивна кар'єра

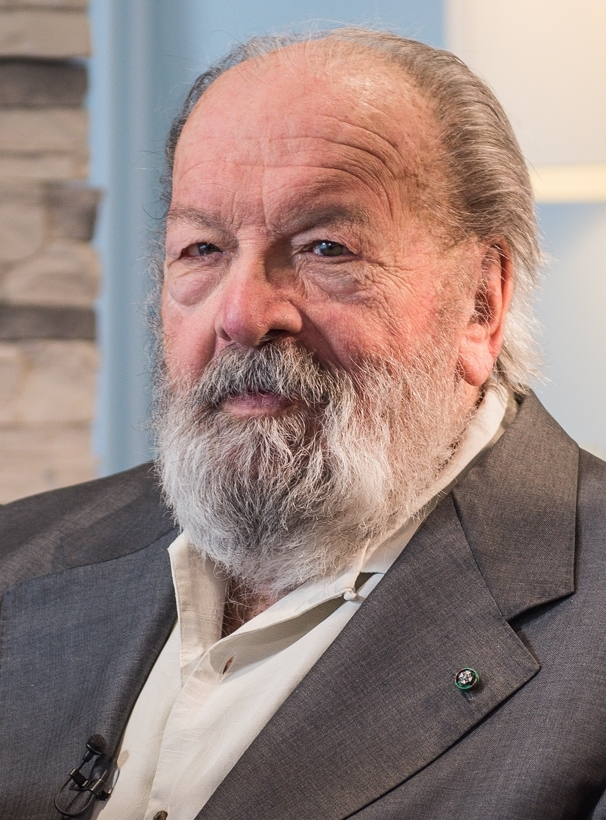
Бад Спенсер за рік до смерті. Берлін, 2015 рік

В молодості Спенсер був успішним плавцем. Він став першим італійським спортсменом, що проплив 100 метрів вільним стилем швидше, ніж за хвилину. На Средиземноморських іграх 1951 року у плаванні на 100 метрів вільним стилем він завоював срібну медаль. Брав участь у Олімпійських іграх 1952 року, у місті Гельсінкі, Фінляндія, де у плаванні на 100 метрів вільним стилем досягнув півфіналу (58,9 с.). Через чотири роки, у Мельбурні, увійшов до півфіналу у тій же категорії (59,0 с.).
17 січня 2005 він отримав нагороду «Caimano d'Oro» (Золотий кайман) Італійської федерації плавання.

## Фільмографія

### Фільми
- 1955 — Герой нашого часу / (Un eroe dei nostri tempi) — Фернандо
- 1967 — Бог прощає... Я ні! / (Dio perdona… Io no!)
- 1968 — Сьогодні я, завтра ви! / (Oggi a me… domani a te!)
- 1968 — Крім закону / (Al di là della legge)
- 1968 — Всі четверо Аве Марія / I quattro dell'Ave Maria
- 1969 — Армія п'яти чоловіків / Un esercito di 5 uomini
- 1969 — У пагорбів є чоботи / La collina degli stivali
- 1970 — Бог з нами / Gott mit uns (Dio è con noi)
- 1970 — Його звали Трійця / Lo chiamavano Trinità…
- 1971 — Чорний корсар / Il corsaro nero
- 1971 — Його все ще звали Трійця / …continuavano a chiamarlo Trinità
- 1971 — Чотири мухи на сірому оксамиті / Quattro mosche di velluto grigio
- 1972 — Ти можеш це зробити, аміго / Si può fare… amigo
- 1972 — Чорний Турин / Torino nera
- 1972 — Причина, щоб жити і померти / Una ragione per vivere e una per morire
- 1972 — Вперед, хлопці! / …più forte ragazzi!
- 1973 — Навіть ангели їдять боби / Anche gli angeli mangiano fagioli
- 1973 — На прізвисько Громило / Piedone lo sbirro
- 1974 — ...інакше ми розсердимось / Piedone lo sbirro
- 1974 — Два місіонери / Porgi l'altra guancia
- 1975 — Підставити іншу щоку / Porgi l'altra guancia
- 1976 — Солдат фортуни / Il soldato di ventura
- 1977 — Чарльстон / Charleston
- 1977 — Борці зі злочинністю / I due superpiedi quasi piatti
- 1978 — Плоскостопий в Африці / Piedone l'africano
- 1978 — Вони називали його Бульдозер / Lo chiamavano Bulldozer
- 1978 — Орел чи решка / Pari e dispari
- 1979 — Шериф і супутникове дитя / Uno sceriffo extraterrestre… poco extra e molto terrestre
- 1979 — Я - за гіпопотамів! / Io sto con gli ippopotami
- 1980 — Плоскостопий у Єгипті / Piedone d'Egitto
- 1980 — Все відбувається зі мною / Chissà perché… capitano tutte a me
- 1981 — Бадді їде на Захід / Occhio alla penna
- 1981 — Хто знаходить друга, знайде і скарб / Chi trova un amico, trova un tesoro
- 1982 — Банан Джо / Banana Joe
- 1982 — Бомбардувальник / Bomber
- 1983 — Собаки і коти / Cane e gatto
- 1983 — Завжди готові / Cane e gatto
- 1984 — Суцільні неприємності / Non c'è due senza quattro
- 1985 — Суперполіцейські з Маямі / Non c'è due senza quattro
- 1986 — Superfantagenio
- 1991 — Аксесуари у Раю / Un piede in paradiso
- 1994 — Порушники / Botte di Natale
- 1997 — Феєрверк / Fuochi d'artificio
- 1997 — Межі / Al limite
- 1999 — Сини вітра / Figli del vento
- 2003 — Легенда про помсту / Cantando dietro i paraventi
- 2008 — Хліб і оливкова олія / Pane e olio
- 2009 — Люба, я вбивця / Tesoro, sono un killer

### Телебачення
- 1987 — Велика людина / Big Man
- 1991-1993 — серіал Всемогутній детектив / Detective Extralarge
- 1993 — серіал Всемогутній 2 / Extralarge 2
- 1997 — серіал Ми ангели / Noi siamo angeli
- 2002 — мінісеріал Троє назавжди / Tre per sempre
- 2005 — серіал Батько Сподівання / Padre Speranza
- 2010 — серіал Злочини кухаря / I delitti del cuoco